# Карагайлы (Бескарагайский район)
Карагайлы (каз. Қарағайлы, до 2013 г. — Новая Николаевка) — село в Бескарагайском районе Абайской области Казахстана. Административный центр Баскольского сельского округа. Код КАТО — 633633100.

## Население
В 1999 году население села составляло 1148 человек (565 мужчин и 583 женщины). По данным переписи 2009 года в селе проживало 955 человек (470 мужчин и 485 женщин).